# Louis-François Maillart-Jubainville
Louis-François Maillart-Jubainville est un homme politique français né en 1751 à Amiens et décédé le 3 janvier 1799 à Paris.
Homme de loi à Amiens, il est élu député de la Somme au Conseil des Cinq-Cents le 23 germinal an V. Son élection est annulée lors du coup d’État du 18 fructidor an V et condamné à la déportation. Il s'échappe et vit dans la clandestinité jusqu'à son décès.

## Sources
- « Louis-François Maillart-Jubainville », dans Adolphe Robert et Gaston Cougny, Dictionnaire des parlementaires français, Edgar Bourloton, 1889-1891 [détail de l’édition]